# Placówka Straży Granicznej I linii „Wincenta”
Placówka Straży Granicznej I linii „Wincenta” – jednostka organizacyjna Straży Granicznej pełniąca służbę ochronną na granicy polsko-niemieckiej w okresie międzywojennym.

## Geneza
Na wniosek Ministerstwa Skarbu, uchwałą z 10 marca 1920 roku, powołano do życia Straż Celną. Od połowy 1921 roku jednostki Straży Celnej rozpoczęły przejmowanie odcinków granicy od pododdziałów Batalionów Celnych. Proces tworzenia Straży Celnej trwał do końca 1922 roku. Placówka Straży Celnej „Wincenta” weszła w podporządkowanie komisariatu Straży Celnej „Wincenta” z Inspektoratu SC „Grajewo”.

## Formowanie i zmiany organizacyjne
1 czerwca 1921 roku w Wincencie stacjonowała placówka 4 kompanii celnej 2 batalionu celnego.
Rozporządzeniem Prezydenta Rzeczypospolitej Polskiej Ignacego Mościckiego z 22 marca 1928 roku, do ochrony północnej, zachodniej i południowej granicy państwa, a w szczególności do ich ochrony celnej, powoływano z dniem 2 kwietnia 1928 roku Straż Graniczną.
Rozkazem nr 1 z 12 marca 1928 roku w sprawach organizacji Mazowieckiego Inspektoratu Okręgowego Naczelny Inspektor Straży Celnej gen. bryg. Stefan Pasławski określił strukturę organizacyjną komisariatu SG „Kolno”. Placówka Straży Granicznej I linii „Wincenta” znalazła się w jego strukturze.

## Służba graniczna
W 1928 roku placówka ochraniała odcinek granicy państwowej długości około 5,5 kilometra. 
Jej prawa granica rozpoczynała się od słupa granicznego  nr 117, Bialiki, dalej m. Wykowo, do Rupina.
Lewa granica do słupa granicznego nr 109, dalej m. Kozioł (wył.).
Po reorganizacji placówka ochraniała odcinek granicy państwowej długości około 7 kilometrów.
Sąsiednie placówki
- placówka Straży Granicznej I linii „Brzozowo” ⇔ placówka Straży Granicznej I linii „Olszanka” − 1928

## Kierownicy/dowódcy placówki
| stopień            | imię i nazwisko    | okres pełnienia służby | kolejne stanowisko |
| ------------------ | ------------------ | ---------------------- | ------------------ |
| starszy przodownik | Władysław Kobryń   | IX 1928 –              |                    |
| przodownik         | Antoni Oddrzywałek | po 1937                |                    |